# Onda T

Onda T normal, resaltada en verde, a la derecha.

En electrocardiografía, la onda T representa la repolarización de los ventrículos. El intervalo desde el comienzo del complejo QRS hasta el vértice de la onda T se denomina período refractario absoluto. La última mitad de la onda T se conoce como período refractario relativo o período vulnerable. La onda T contiene más información que el intervalo QT. La onda T se puede describir por su simetría, asimetría, pendiente de las ramas ascendentes y descendentes, amplitud y subintervalos como el intervalo Tpico –Tfinal . 
En la mayoría de las derivaciones, la onda T es positiva. Esto se debe a la repolarización de la membrana. Durante la contracción del ventrículo (complejo QRS), el corazón se despolariza. La repolarización del ventrículo ocurre en la dirección opuesta a la despolarización y es una corriente negativa, lo que significa la relajación del músculo cardíaco de los ventrículos. Este doble negativo de dirección y carga es la razón por la que la onda T es positiva; aunque la celda se vuelve más cargada negativamente, el efecto neto está en la dirección positiva y el ECG informa esto como un pico positivo. Sin embargo, una onda T negativa es normal en la derivación aVR . La derivación V1 puede tener una onda T con positivo, negativo o bifásico donde el positivo es seguido por el negativo o viceversa. Además, no es raro tener una onda T negativa aislada en la derivación III, aVL o aVF. Una variación periódica latido a latido en la amplitud o forma de la onda T puede denominarse alternancia de la onda T.

## Fisiologia cardiaca
El período refractario del músculo cardíaco es distinto al del músculo esquelético. Los nervios que inervan el músculo esquelético tienen un período refractario extremadamente corto después de ser sometidos a un potencial de acción (del orden de 1 ms). Esto puede provocar una contracción sostenida o tetánica. En el corazón, las contracciones deben espaciarse para mantener un ritmo. A diferencia del músculo, la repolarización se produce a un ritmo lento (100 ms). Esto evita que el corazón experimente contracciones sostenidas porque obliga a que el período refractario y la activación del potencial de acción cardíaca sean de la misma duración.
La repolarización depende de las cargas de los iones y su flujo a través de las membranas. En las células del músculo esquelético, la repolarización es simple. Primero, los iones de sodio fluyen hacia la célula para despolarizarla y causar la contracción del músculo esquelético. Una vez que el potencial de acción termina, los iones de potasio salen de la célula debido al aumento de la permeabilidad de la membrana celular a esos iones. Esta alta permeabilidad contribuye a la rápida repolarización del potencial de membrana . Esta repolarización ocurre lo suficientemente rápido como para que otro potencial de acción pueda causar despolarización antes de que el último potencial de acción se haya disipado. El músculo cardíaco se diferencia en que hay más canales de calcio que contrarrestan los canales de potasio. Mientras que el potasio fluye rápidamente fuera de la célula, el calcio fluye lentamente hacia la célula. Esto hace que la repolarización se produzca más lentamente, haciendo que el período refractario sea tan largo como el potencial de acción, evitando contracciones sostenidas.
La onda T es representativa de la repolarización de la membrana. En una lectura de EKG, la onda T es notable porque debe estar presente antes de la siguiente despolarización. Una onda T ausente o de forma extraña puede significar una interrupción en la repolarización u otro segmento del latido del corazón.

## Onda T normal
Normalmente, las ondas T están verticales en todas las derivaciones, excepto las derivaciones aVR, aVL, III y V1. La mayor amplitud de la onda T se encuentra en las derivaciones V2 y V3. La forma de la onda T suele ser asimétrica con un pico redondeado. Las inversiones de la onda T de las derivaciones V1 a V4 se encuentran con frecuencia y son normales en los niños. En adultos normales, las inversiones de la onda T se encuentran con menos frecuencia, pero pueden ser normales de V1 a V3. La profundidad de la onda T también se vuelve progresivamente poco profunda de una derivación a la siguiente. La altura de la onda T no debe exceder los 5 mm en derivaciones de extremidades y más de 10 mm en derivaciones precordiales.

## Anormalidades
Tanto las anomalías del segmento ST como de la onda T representan anomalías de la repolarización ventricular o secundarias a anomalías en la despolarización ventricular.

### Onda T invertida
La onda T invertida se considera anormal si la inversión es más profunda que 1.0 mm. Las ondas T invertidas que se encuentran en derivaciones distintas de las derivaciones V1 a V4 se asocian con un aumento de las muertes cardíacas. Las ondas T invertidas asociadas con signos y síntomas cardíacos ( dolor torácico y soplo cardíaco ) son muy sugestivas de isquemia miocárdica . Otros cambios del ECG asociados con la isquemia miocárdica son: depresión del segmento ST con una onda T vertical; Depresión del segmento ST con onda T bifásica u onda T invertida con complejo QRS negativo; Onda T simétricamente invertida con un ápice puntiagudo, mientras que el segmento ST está arqueado hacia arriba o deprimido horizontalmente, o no desviado; y depresión del segmento ST que progresa a una onda T anormal durante los intervalos libres de isquemia. Sin embargo, la depresión del segmento ST no sugiere una ubicación isquémica del corazón. La depresión del segmento ST en ocho o más derivaciones, asociada con la elevación del segmento ST en aVR y V1, se asocia con enfermedad de la arteria coronaria principal izquierda o enfermedad de tres vasos (bloqueo de las tres ramas principales de las arterias coronarias). La depresión del segmento ST más prominente de V1 a V3 sugiere un infarto posterior. Además, el complejo QRS alto o ancho con una onda T erguida sugiere además un infarto posterior.
El síndrome de Wellens es causado por la lesión o el bloqueo de la arteria descendente anterior izquierda, lo que resulta en inversiones simétricas de la onda T de V2 a V4 con una profundidad superior a 5 mm en el 75% de los casos. Mientras tanto, el 25% restante de los casos muestra una morfología de onda T bifásica. Los segmentos ST se mantienen neutrales en este síndrome. Aquellos que fueron tratados sin angiografía desarrollarán un infarto de miocardio de la pared anterior en un período medio de 9 días. Un episodio de dolor torácico en el síndrome de Wellens se asocia con elevación o depresión del ST y luego progresó a una anomalía de la onda T después de que el dolor torácico disminuyó. Inversión de la onda T menor que 5 mm todavía puede representar isquemia miocárdica, pero es menos grave que el síndrome de Wellens.
La miocardiopatía hipertrófica es el engrosamiento del ventrículo izquierdo, ocasionalmente del ventrículo derecho . Puede asociarse a obstrucción del tracto de salida del ventrículo izquierdo o no en el 75% de los casos. El ECG sería anormal en 75 a 95% de los pacientes. Los cambios característicos del ECG serían un complejo QRS grande asociado con la inversión de la onda T gigante en las derivaciones laterales I, aVL, V5 y V6, junto con la depresión del segmento ST en el engrosamiento del ventrículo izquierdo. Para el engrosamiento del ventrículo derecho, las ondas T se invierten de las derivaciones V1 a V3. Los cambios en las ondas ST y T pueden no ser evidentes en la miocardiopatía hipertrófica, pero si hay presencia de cambios en las ondas ST y T indica hipertrofia grave o disfunción sistólica ventricular. Según el criterio de Sokolow-Lyon, la altura de la onda R en V5 o V6 + la altura de la onda S en V1 más de 35 mm sugeriría hipertrofia ventricular izquierda.
Los bloqueos de la rama derecha e izquierda del haz se asocian con cambios de onda ST y T similares a los de la miocardiopatía hipertrófica, pero son opuestos a la dirección del complejo QRS.
En la embolia pulmonar, la onda T puede invertirse simétricamente en las derivaciones V1 a V4, pero la taquicardia sinusal suele ser el hallazgo más común. La inversión de la onda T solo está presente en el 19% de la embolia pulmonar leve, pero la inversión T puede estar presente en el 85% de los casos en la embolia pulmonar grave. Además, la inversión de T también puede existir en las derivaciones III y aVF.
La inversión de las ondas T en la mayoría de las derivaciones del ECG, excepto aVR, indica muchas causas, más comúnmente isquemia miocárdica y hemorragia intracraneal . Otros incluyen: miocardiopatía hipertrófica, miocardiopatía de Takotsubo (miocardiopatía inducida por estrés), abuso de cocaína , pericarditis, embolia pulmonar y bloqueo auriculoventricular avanzado o completo.

#### Frecuencia de ondas T invertidas
Números de Lepeschkin E en
|          | Age (ethnicity)  | n   | V1  | V2   | V3   | V4   | V5   | V6 |
| -------- | ---------------- | --- | --- | ---- | ---- | ---- | ---- | -- |
| Children |                  |     |     |      |      |      |      |    |
|          | 1 week – 1 year  | 210 | 92% | 74%  | 27%  | 20%  | 0.5% | 0% |
|          | 1–2 y            | 154 | 96% | 85%  | 39%  | 10%  | 0.7% | 0% |
|          | 2–5 y            | 202 | 98% | 50%  | 22%  | 7%   | 1%   | 0% |
|          | 5–8 y            | 94  | 91% | 25%  | 14%  | 5%   | 1%   | 1% |
|          | 8–16 y           | 90  | 62% | 7%   | 2%   | 0%   | 0%   | 0% |
| Males    |                  |     |     |      |      |      |      |    |
|          | 12–13 y          | 209 | 47% | 7%   | 0%   | 0%   | 0%   | 0% |
|          | 13–14 y          | 260 | 35% | 4.6% | 0.8% | 0%   | 0%   | 0% |
|          | 16–19 y (whites) | 50  | 32% | 0%   | 0%   | 0%   | 0%   | 0% |
|          | 16–19 y (blacks) | 310 | 46% | 7%   | 2.9% | 1.3% | 0%   | 0% |
|          | 20–30 y (whites) | 285 | 41% | 0%   | 0%   | 0%   | 0%   | 0% |
|          | 20–30 y (blacks) | 295 | 37% | 0%   | 0%   | 0%   | 0%   | 0% |
| Females  |                  |     |     |      |      |      |      |    |
|          | 12–13 y          | 174 | 69% | 11%  | 1.2% | 0%   | 0%   | 0% |
|          | 13–14 y          | 154 | 52% | 8.4% | 1.4% | 0%   | 0%   | 0% |
|          | 16–19 y (whites) | 50  | 66% | 0%   | 0%   | 0%   | 0%   | 0% |
|          | 16–19 y (blacks) | 310 | 73% | 9%   | 1.3% | 0.6% | 0%   | 0% |
|          | 20–30 y (whites) | 280 | 55% | 0%   | 0%   | 0%   | 0%   | 0% |
|          | 20–30 y (blacks) | 330 | 55% | 2.4% | 1%   | 0%   | 0%   | 0% |

### Onda T bifásica
Como sugiere el nombre, las ondas T bifásicas se mueven en direcciones opuestas. Las dos causas principales de estas ondas son la isquemia miocárdica y la hipopotasemia.
- Las ondas T isquémicas suben y luego caen por debajo del potencial de membrana en reposo cardíaco
- Las ondas T hipopotasémicas caen y luego se elevan por encima del potencial de membrana en reposo cardíaco

El síndrome de Wellens es un patrón de ondas T bifásicas en V2-3. Generalmente está presente en pacientes con dolor torácico isquémico.
- Tipo 1: las ondas T están simétrica y profundamente invertidas
- Tipo 2: las ondas T son bifásicas con deflexión terminal negativa y deflexión inicial positiva[5]

La onda T se considera plana cuando la onda varía de -1.0 mm a + 1.0 mm de altura. La hipopotasemia o la terapia con digital pueden causar una onda T aplanada con una onda U prominente. A medida que la hipopotasemia empeora progresivamente, la onda T se vuelve más plana mientras que la onda U se vuelve más prominente, con una depresión progresivamente más profunda del segmento ST. Para la toxicidad por digitálicos, habrá un intervalo QT hundido, una onda T aplanada y una onda U prominente con un intervalo QT acortado.

### Onda T hiperaguda
Estas ondas T pueden verse en pacientes que presentan angina de Prinzmetal . Además, los pacientes que presentan las primeras etapas de STEMI pueden presentar estas ondas amplias y desproporcionadas.

### Onda T 'joroba de camello'
El nombre de estas ondas T sugiere la forma que exhibe (picos dobles). Dado que estas anomalías de la onda T pueden surgir de diferentes eventos, es decir, hipotermia y daño cerebral severo, se han considerado inespecíficas, lo que las hace mucho más difíciles de interpretar.

## Tipos de intervalo
- Intervalo PR
- Complejo QRS
- Intervalo QT
- Segmento ST
- Onda P
- Onda T
- Onda U